# Judith Arlen
Judith Arlen (Hollywood, Califòrnia, 18 de març de 1914 - Santa Bàrbara, Califòrnia, 5 de juny de 1968) fou una actriu cinematogràfica estatunidenca que va treballar principalment en la dècada de 1930.
El seu nom de naixement era Laurette Rutherford i era la germana gran de la coneguda actriu Ann Rutherford. Arlen va començar la seua carrera el 1930 amb una actuació sense aparèixer en els crèdits d'una pel·lícula de Cecil B. DeMille, Madam Satan. Tindria un altre paper sense acreditar el 1933: What Price Innocence?, dirigida per Willard Mack. Però al 1934 ja va interpretar diversos papers figurant en els crèdits: No Greater Glory, Kiss and Make-Up, protagonitzada per Cary Grant i Lucille Lund', i Young and Beautiful. Eixe mateix any va ser seleccionada com una de les "WAMPAS Baby Stars" (aleshores, baby star era argot comú per a estrella).
A l'any següent es va llançar la carrera de la seua germana Ann; Arlen treballaria aleshores en suport de la seua germana menor, i mai va tornar a actuar al cinema.
El 1939, Arlen va ser l'amfitriona del programa de varietats Penthouse Blues de CBS Radio. I també va actuar en telenovel·les de ràdio originades a Los Angeles.
El juny de 1941, va ser la protagonista dels Gretna Players a Pennsilvània, actuant a la producció d'obertura de temporada d'aquesta companyia de Whispering Friends.
També va cantar professionalment. El 1947, va gravar All My Love amb el segell DeLuxe.